# Kurt-Schwabe-Preis
Der Kurt-Schwabe-Preis ist ein Wissenschaftspreis für Chemie, der von der Sächsischen Akademie der Wissenschaften in Leipzig seit 1983 vergeben wird. Er erinnert an den Chemiker Kurt Schwabe, von dem der Preis auch gestiftet wurde. Die Preisverleihung erfolgt im Abstand von zwei bis vier Jahren, sie wird in einer öffentlichen Sitzung der Sächsischen Akademie der Wissenschaften vorgenommen.
Der Preis besteht aus einer Ehrenurkunde und einer Geldzuwendung.
Die European Federation of Corrosion vergibt ebenfalls einen Kurt Schwabe Prize.

## Preisträger
- 1983: Herbert Schuster,  Reiner Kinder, Christine Fanslau, Hans Schneider, R. Kümmel, Lothar Günther, L. Kügler, K. Jasche
- 1988: Herbert Mohry, Horst Müller
- 1996: Ralf Antes, Hans Jürgen Rösler, Johanna Schlüter
- 1998: Abiy Mengistu, Annekatrin Wagner
- 2000: Frank-Dietrich Kopinke, Erika Weißbrodt, Jürgen Dermietzel
- 2003: Jochen Hamann, Michael Schubert
- 2005: Gert Bernhard, Gerhard Geipel, Samer Amayri
- 2007: Jörg Hofmann, Mike Wecks, Ute Freier, Katja König
- 2010: Wolfgang Enke, Wilfried Küchler
- 2012: Ulf Roland
- 2014: Winfried Vonau, Kristina Ahlborn, Frank Gerlach; Wolfgang Triller
- 2018: Agnes Schulze, Thea Lautenschläger